# Otwór podoczodołowy

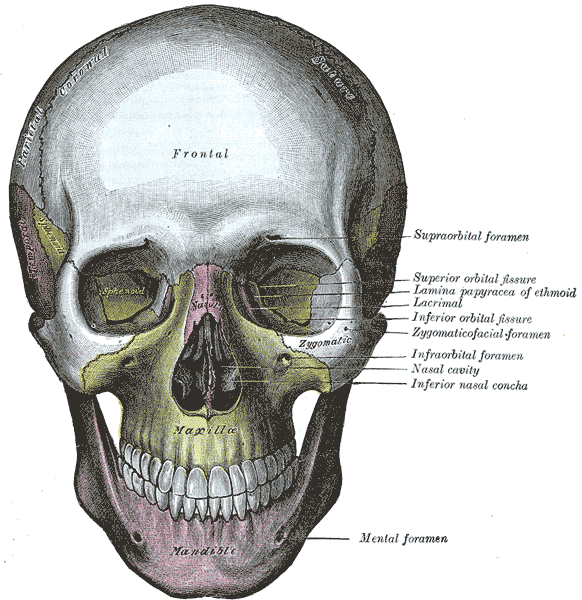
Czaszka ludzka od przodu – widoczny jest otwór podoczodołowy podpisany jako Infraorbital foramen

Otwór podoczodołowy (łac. foramen infraorbitale, ang. infraorbital foramen) – otwór w szczęce człowieka, stanowiący zakończenie kanału podoczodołowego. Przez otwór przedostają się naczynia krwionośne i limfatyczne, a także nerw.

## Struktura
Otwór ten znajduje się na powierzchni przedniej trzonu szczęki, tuż poniżej brzegu podoczodołowego. Bezpośrednio pod otworem znajduje się dół nadkłowy.
Otwór podoczodołowy jest zakończeniem kanału podoczodołowego, którego drugie wejście rozpoczyna bruzdę podoczodołową na dolnej krawędzi szczeliny oczodołowej.
Przez ten otwór wychodzą na twarz:
- nerw podoczodołowy[2][6] (odgałęzienie nerwu szczękowego, będącego z kolei częścią nerwu trójdzielnego)[7][2];
- tętnica podoczodołowa[2][6] (dość gruba tętnica, zazwyczaj gałąź tętnicy oponowej środkowej)[8];
- żyły podoczodołowe[2][6].

## Lokalizacja na twarzy
W 75% rzut otworu podoczodołowego znajduje się w linii łączącej spoidło boczne powiek ze skrzydłem nosa.

## Znaczenie kliniczne
Ze względu na fakt, iż przez ten otwór przechodzi nerw podoczodołowy, może on zostać wykorzystany do badania nerwu szczękowego. Jeżeli po uciśnięciu przez lekarza twarzy w miejscu, gdzie znajduje się rzut tego otworu na skórę twarzy, występuje nieproporcjonalny ból, świadczy to o problemie związanym z włóknami czuciowymi biegnącymi z nerwem szczękowym. Jest to więc tzw. punkt spustowy nerwu szczękowego.

## Zmienności

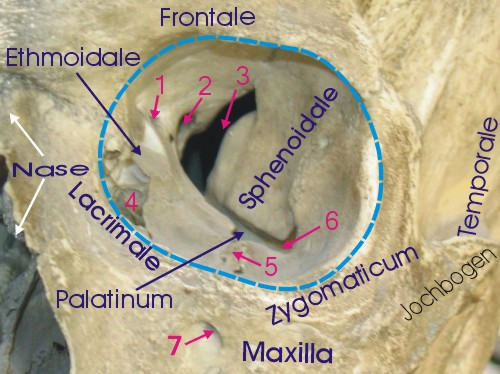
Ludzka czaszka, widok na oczodół (otwór podoczodołowy podpisany jako 7).

Otwór ten może nie mieć górnego brzegu (przechodzi płynnie w oczodół), wtedy jest nazywany wcięciem podoczodołowym.